# Nádražní (Praha)
Nádražní je pražská ulice, která vede ze Zlíchova na Smíchov. Po celé délce jí prochází tramvajová trať mezi Andělem a Zlíchovem.

## Průběh
Nádražní začíná na křižovatce Anděl, odkud vede na jih, kolem autobusového nádraží Na Knížecí a Smíchovského pivovaru. Následně podjíždí dva železniční mosty a pokračuje kolem Smíchovského nádraží ke křižovatce Lihovar, kde stoupá a překonává železniční trať a Zlíchovský tunel. Těsně za ním končí a stává se z ní ulice Na Zlíchově.

## Rekonstrukce
V roce 2020, přesněji od 14. března do konce května probíhala první etapa rozsáhlé rekonstrukce ulice mezi Smíchovským nádražím a Lihovarem, a také tramvajové trati na Barrandov. Na celé trati od Smíchova až na konečnou Sídliště Barrandov došlo k výměně pražců za bezžlábkové, které dělají menší hluk. Linky číslo 4, 5, 12, 20 a 94 byly ve směru z centra ukončeny v obratišti Smíchovské nádraží. Po dobu výluky byla zavedena náhradní autobusová doprava X12 v trase Smíchovské nádraží – Sídliště Barrandov. Mezi Smíchovským nádražím a Hlubočepy byla zachována jedna kolej, aby po dokončení rekonstrukce Barrandovské trati se na ni mohly navézt vozy jezdící na lince 32.
V druhé etapě od 1. června do 31. října, po ukončení opravy tramvajové trati v úseku Hlubočepy – Sídliště Barrandov pokračuje výluka v souvislosti s rekonstrukcí tramvajové trati v Nádražní ulici druhou etapou. Velkoplošné panely BKV byly odstraněny a tramvajová trať byla přeložena na vlastní těleso. Zastávka Lihovar byla zrekonstruována včetně nového bezbariérového přístupu. Zároveň byla zrušena zastávka ČSAD Smíchov, která jinak zdržovala provoz a měla velmi nízké využití. Provoz tramvají byl obousměrně přerušen již jen v úseku Smíchovské nádraží – Hlubočepy. Linky číslo 4, 5, 12, 20 a 94 byly, stejně jako v první etapě, ve směru z centra ukončeny v obratišti Smíchovské nádraží. Linka X12 jezdila jen v úseku Smíchovské nádraží–Hlubočepy. V nepřetržitém provozu byla v úseku Sídliště Barrandov – Hlubočepy zavedena tramvajová linka číslo 32.
Během opravy tramvajové trati došlo k stavební úpravě kolejové smyčky a obratiště Sídliště Barrandov, založení kolejového rozvětvení ve směru připravovaných tratí po Dvoreckém mostě a do Slivence a položení zhruba 40 metrů nových kolejí.

## Objekty v okolí
- Křižovatka Anděl
- Metro Anděl

- Obchodní dům Zlatý Anděl
- Autobusové nádraží Na Knížecí
- pivovar Staropramen
- socha sv. Aji
- Smíchovská lávka
- Tramvajové obratiště Smíchovské nádraží
- Nádraží Praha - Smíchov
- Metro Smíchovské nádraží
- Dříve Zlíchovský lihovar (již převážně zbořený)
- Developerský projekt Lihovar Smíchov
- Musoleum
- Výtopna Zlíchov
- Zlíchovský tunel